# Augustin Dumon-Dumortier

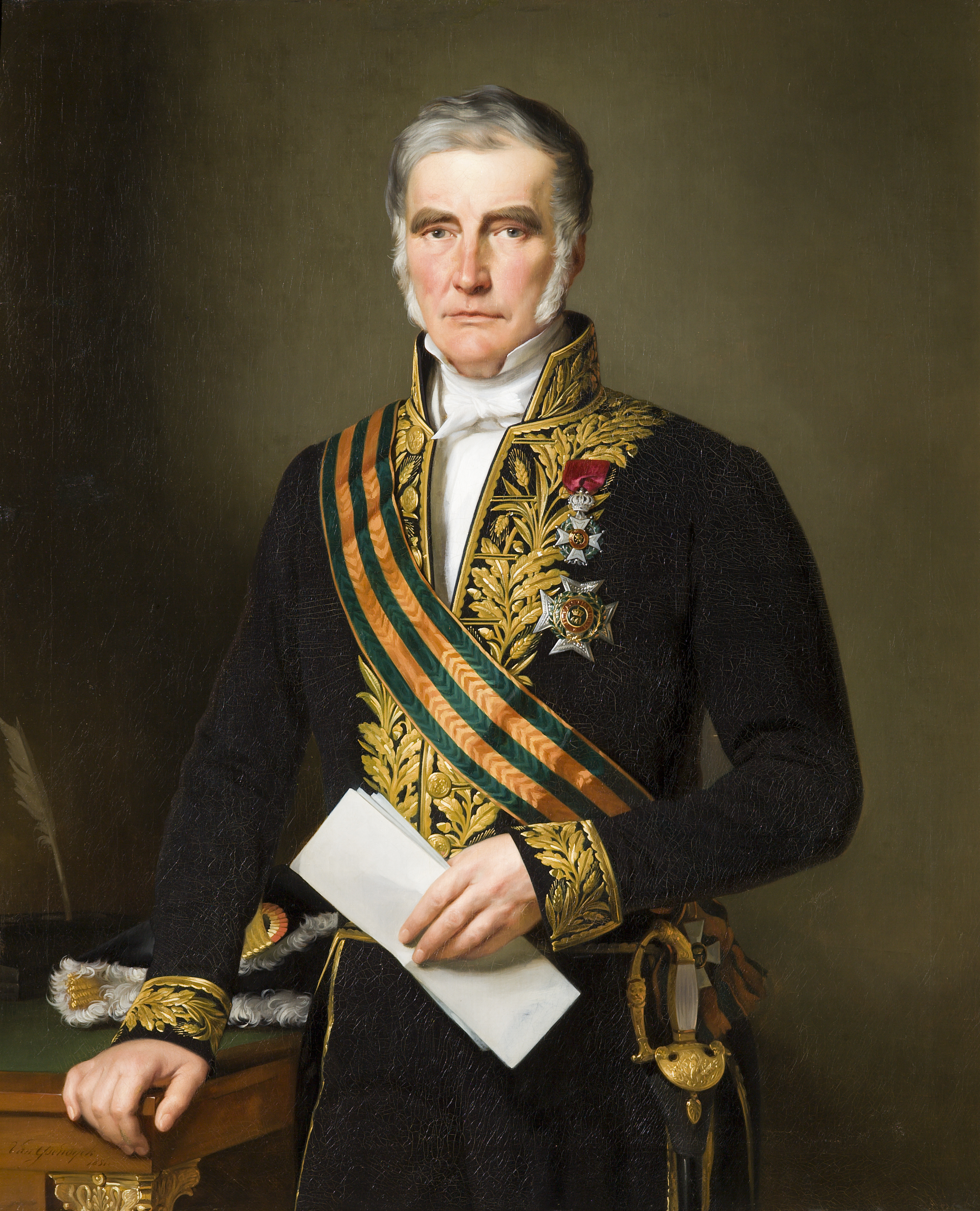
Augustin Dumon-Dumortier

Augustin Aimable Dumon-Dumortier (* 4. Dezember 1791 in Lille; † 28. Januar 1852 in Tournai) war ein belgischer Industrieller, Diplomat und Präsident des Senats.

## Biografie
Nach seiner Heirat mit Euphrosine Agnès Dumortier wurde er zunächst Mitinhaber und später alleiniger Eigentümer der großen Kalkbrennerei von deren Vater in Tournai. Um sich gegen die lokale Konkurrenz noch stärker durchsetzen zu können, gründete er mit einem Konkurrenten, Albéric Graf du Chastel, eine Vereinigung zum Ankauf von Kalk.
Nach seiner Einbürgerung in den neu entstandenen Staat Belgien 1831 engagierte er sich auch politisch und wurde zunächst Mitglied des Gemeinderates von Tournau und dann 1835 als Vertreter der Liberalen Mitglied des Senats. Für seine Verdienste wurde er 1843 Ritter des Leopoldsordens. Am 12. August 1847 erfolgte seine Ernennung zum Gouverneur der Provinz Hennegau.
Nachdem ein Gesetz 1848 die gleichzeitige Mitgliedschaft im Senat und die Tätigkeit als Provinzgouverneur verbot, trat er als Gouverneur zurück und wurde stattdessen am 27. Juni 1848 Präsident des Senats. Zugleich wurde er aber auch Bürgermeister von Tournai. Als er im Jahr 1849 als Senatspräsident der Thronbesteigung des niederländischen Königs Wilhelm III. beiwohnte, wurde er mit dem Großkreuz des Ordens der Eichenkrone ausgezeichnet. Das Amt des Senatspräsidenten bekleidete er bis zu seinem Tod.